# Serrat dels Xopers
El Serrat dels Xopers és una muntanya de 703 metres que es troba al municipi de Pinell de Solsonès, a la comarca catalana del Solsonès.